# أيت حدو (الحجاج)

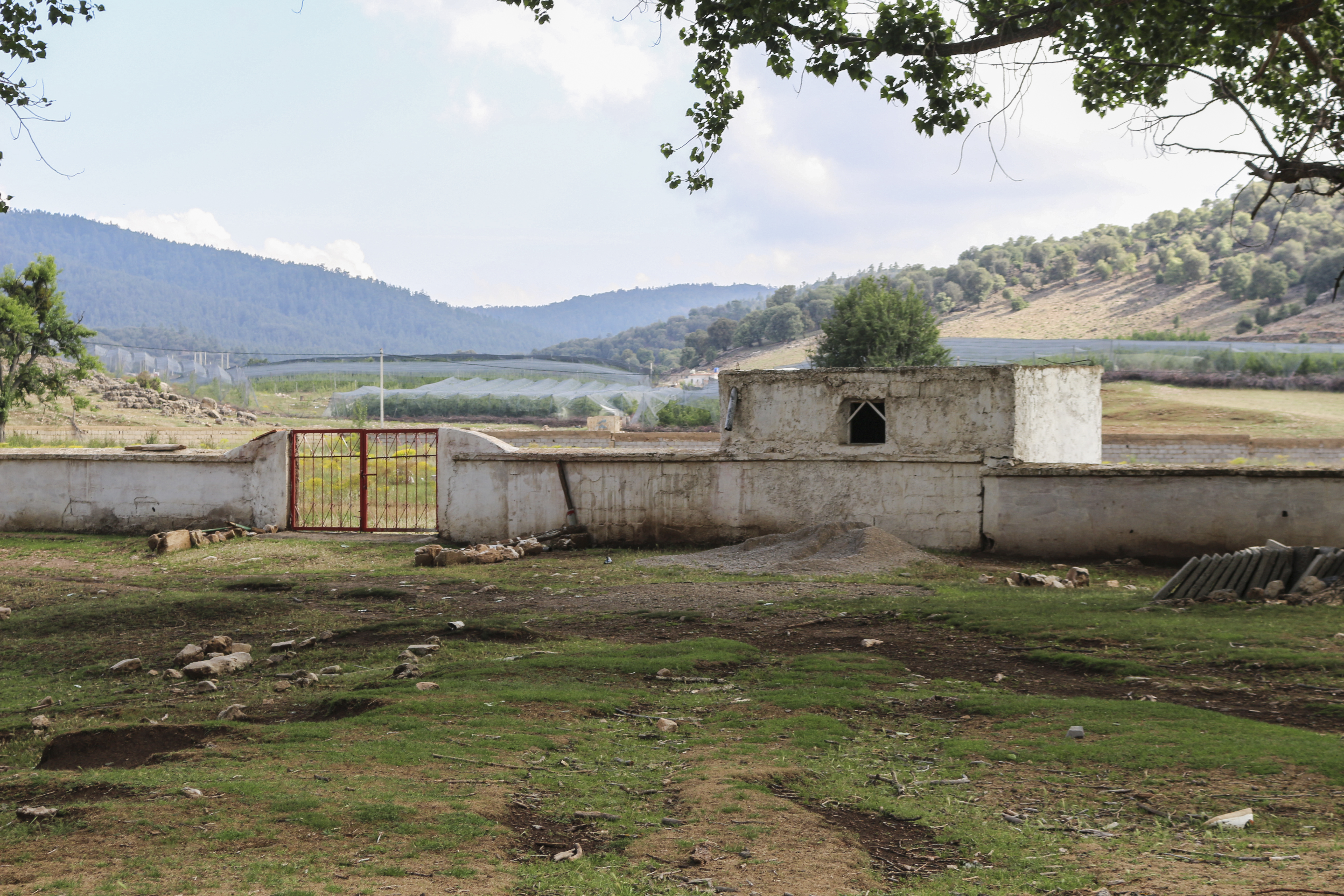
مقبرة دوار أيت حدو الحجاج

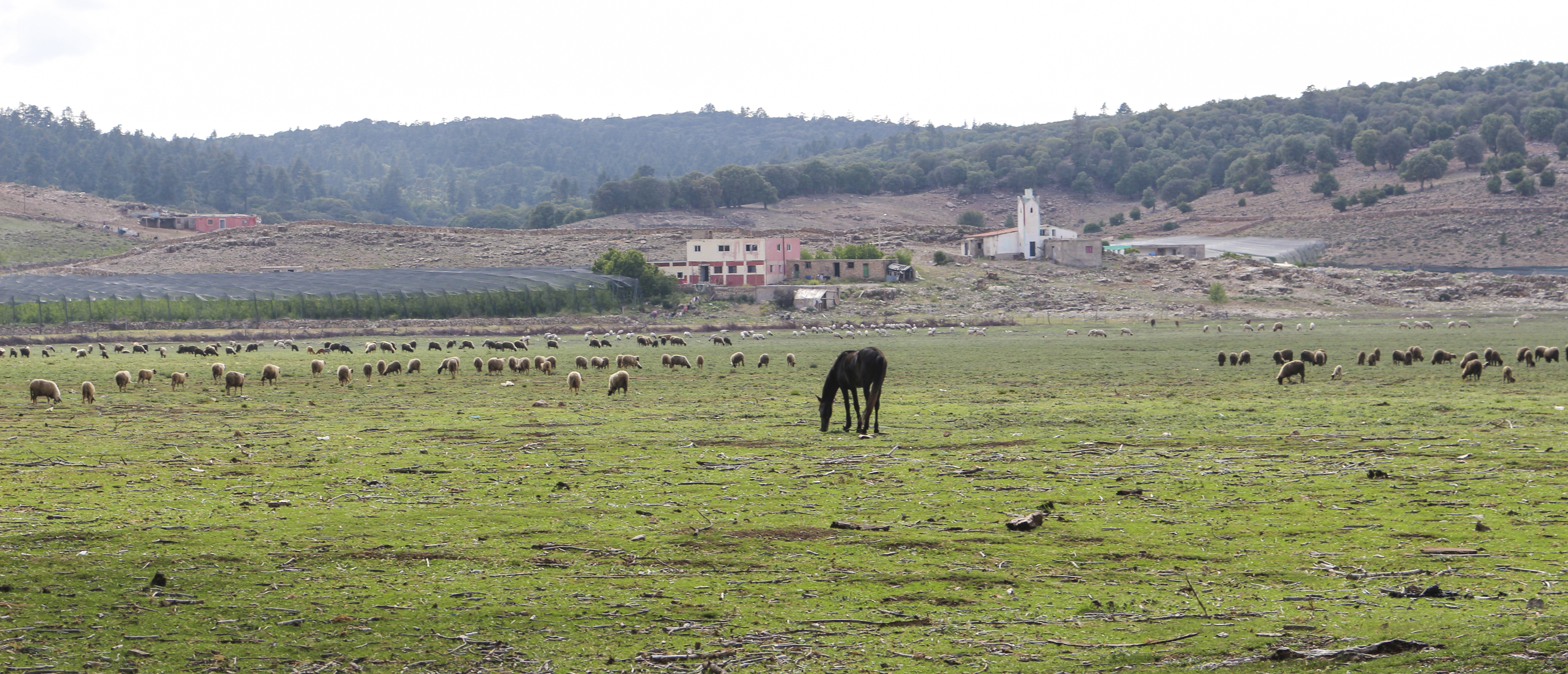
دوار أيت حدو من بحيرة ضاية حشلاف

آيت حدو هو دُوَّار يقع بجماعة ضاية عوا، إقليم إفران، جهة فاس مكناس في المملكة المغربية. ينتمي الدوّار لمشيخة الحجاج التي تضم 5 دواوير. يقدر عدد سكانه بـ 780 نسمة حسب الإحصاء الرسمي للسكان والسكنى لسنة 2014. يقع الدوار على ضفاف بحيرة ضاية حشلاف.

## وصلات خارجية
- البوابة الوطنية للجماعات الترابية
- المندوبية السامية للتخطيط